# Guadix
Guadix (spanskt uttal: [ɡwaˈðiks]) är en stad och kommun i provinsen Granada i den autonoma regionen Andalusien i södra Spanien. Staden ligger cirka 43,5 kilometer nordost om Granada. Kommunen har 18 725 invånare (2024), på en yta av 324,20 km².